# Kayra Özdemir

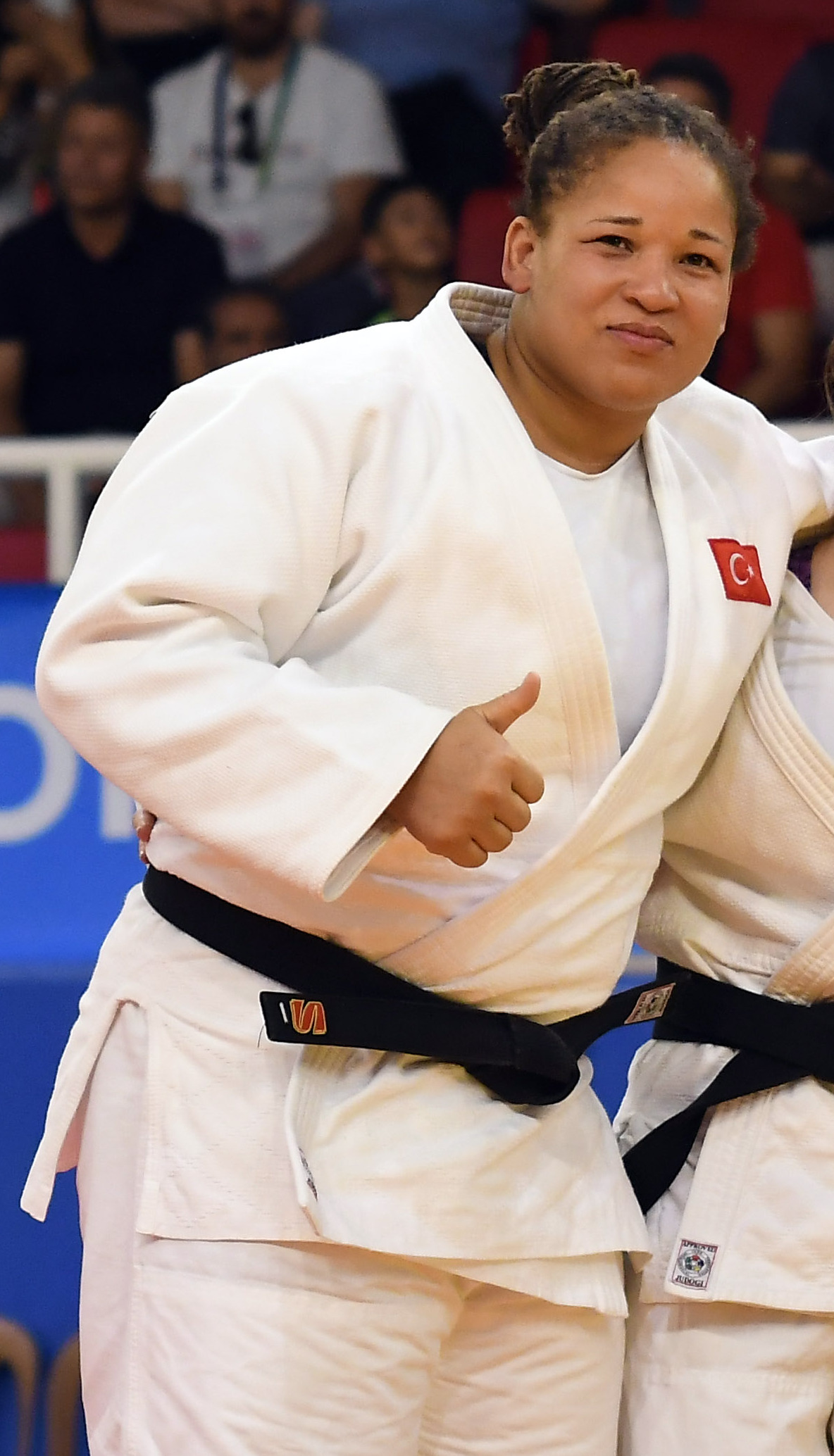
Kayra Sayit

Kayra Almira Özdemir, früher auch Kayra Sayit, (* 13. Februar 1988 in Fort-de-France als Ketty Mathé) ist seit 2015 eine türkische Judoka, die vorher für Frankreich antrat. Sie war 2016 und 2021 Europameisterin im Schwergewicht. 2024 wurde sie Weltmeisterschaftszweite.

## Sportliche Karriere

### Französin
Die 1,65 m große Ketty Mathé war 2006 U20-Europameisterin und U20-Vizeweltmeisterin im Schwergewicht, der Gewichtsklasse über 78 Kilogramm. 2007 war sie erneut U20-Europameisterin und gewann mit der französischen Equipe die Mannschaftseuropameisterschaft. 2008 war sie französische Meisterin und Zweite bei den Mannschaftsweltmeisterschaften. Nach zwei Jahren Pause kehrte sie 2011 auf die Matte zurück und unterlag bei den Europameisterschaften 2011 in Istanbul im Viertelfinale der Slowenin Lucija Polavder. In der Hoffnungsrunde gewann sie gegen die Deutsche Franziska Konitz und verlor gegen die Russin Tea Dongusaschwili, am Ende belegte sie den fünften Platz. Im Herbst 2011 gewann sie das Weltcup-Turnier in Rom. 2012 war sie mit der französischen Equipe noch einmal Zweite der Mannschaftseuropameisterschaften.

### Türkin
Im Februar 2015 heiratete sie in der Türkei und nahm die türkische Staatsbürgerschaft sowie den Namen Kayra Sayit an. Ihr erster Erfolg war 2015 der Sieg beim Grand-Prix-Turnier in Budapest. Bei den Europameisterschaften 2016 in Kasan bezwang sie im Viertelfinale die Französin Émilie Andéol und im Halbfinale die Litauerin Santa Pakenytė. Durch ihren Finalsieg über die Ukrainerin Switlana Jarjomka war sie Europameisterin. Bei den Olympischen Spielen 2016 verlor sie im Viertelfinale gegen die Chinesin Yu Song. In der Hoffnungsrunde gewann sie gegen die Tunesierin Nihel Cheikh Rouhou und verlor gegen die Japanerin Kanae Yamabe, am Ende belegte sie den fünften Platz. Ende 2016 gewann sie den türkischen Landesmeistertitel.
Bei den Europameisterschaften 2017 in Warschau besiegte sie im Viertelfinale die Deutsche Carolin Weiß und verlor im Halbfinale gegen Switlana Jarjomka. Im Kampf um eine Bronzemedaille unterlag sie Larisa Cerić aus Bosnien-Herzegowina. Vier Monate später bezwang sie bei den Weltmeisterschaften 2017 in Budapest im Viertelfinale Émilie Andéol, unterlag dann aber im Halbfinale der Japanerin Sarah Asahina. Im Kampf um eine Bronzemedaille verlor sie gegen die Südkoreanerin Kim Min-jung. 2018 belegte Kayra Sayit den siebten Platz bei den Europameisterschaften. Im Juni siegte sie bei den Mittelmeerspielen in Tarragona. Bei den Weltmeisterschaften 2018 in Baku unterlag sie im Viertelfinale Sarah Asahina. Mit Siegen über Irina Kindzerska aus Aserbaidschan und Maria Suelen Altheman aus Brasilien sicherte sich Sayit eine Bronzemedaille. Ein Jahr später bei den Weltmeisterschaften 2019 in Tokio bezwang sie im Viertelfinale Sarah Asahina, unterlag dann aber im Halbfinale der zweiten Japanerin Akira Sone. Den Kampf um Bronze gewann sie gegen die Brasilianerin Beatriz Souza. Bei den Europameisterschaften 2021 in Lissabon bezwang sie im Finale die Französin Léa Fontaine. Im Viertelfinale der Olympischen Spiele in Tokio unterlag Sayit der Japanerin Akira Sone, nach einem Sieg über die Südkoreanerin Han Mi-jin unterlag sie im Kampf um eine Bronzemedaille der Französin Romane Dicko.
Ende 2021 siegte Kayra Sayit bei den türkischen Meisterschaften. Im Sommer 2022 traf sie im Finale der Mittelmeerspiele 2022 wie vier Jahre zuvor auf die Tunesierin Nihel Cheikh Rouhou, erneut gewann Sayit. 2023 siegte sie beim Grand Slam in Antalya. Im April 2024 bei den Europameisterschaften in Zagreb trat sie als Kayra Özdemir an. Sie unterlag im Halbfinale der Israelin Raz Hershko. Im Kampf um die Bronzemedaille besiegte sie ihre Landsfrau Hilal Öztürk. Vier Wochen später erreichte Özdemir bei den Weltmeisterschaften in Abu Dhabi durch einen Sieg über die Italienerin Asya Tavano das Finale und unterlag dann der Japanerin Wakaba Tomita. Bei den Olympischen Spielen 2024 in Paris bezwang Özdemir im Viertelfinale die Titelverteidigerin Akira Sone. Nach der Halbfinalniederlage gegen Raz Hershko aus Israel verlor Özdemir den Kampf um Bronze gegen die Südkoreanerin Kim Ha-yun. Im Mannschaftswettbewerb schied das türkische Team im Achtelfinale gegen die südkoreanische Mannschaft aus, wobei Özdemir erneut gegen Kim Ha-yun unterlag.